# نیرود
نیرود (انگلیسی: Nirodh) (معروف به دیلوکس نیرود - Deluxe Nirodh) اولین برند کاندوم تولید شده در هند است. این کاندوم که در سال ۱۹۶۸ معرفی شد، به عنوان موفقیت کمپین تنظیم خانواده و کنترل تولد در کشور شناخته می‌شود. از ۲٫۴۰ درصد در سال ۱۹۶۴، نرخ رشد جمعیت هند تا سال ۲۰۰۵ با کمک نیروده به ۱٫۸۰ درصد کاهش یافت. در سال ۲۰۱۵، نرخ رشد جمعیت هند ۱٫۲۶٪ بود.
این کاندوم توسط اچ‌ال‌ال لایف‌کر، یک شرکت تولیدکننده محصولات بهداشتی دولت هند مستقر در تریواندروم، کرالا، ساخته شده است. نیرود با ۱۷ درصد سهم بازار، بزرگ‌ترین فروش کاندوم در بازار هند را دارد.